# カステル・デル・ジューディチェ
カステル・デル・ジューディチェ（イタリア語: Castel del Giudice）は、イタリア共和国モリーゼ州イゼルニア県にある、人口約300人の基礎自治体（コムーネ）。

## 地理

### 位置・広がり
イゼルニア県北部のコムーネである。

#### 隣接コムーネ
隣接するコムーネは以下の通り。括弧内のAQはラクイラ県、CHはキエーティ県所属を示す。
- アテレータ (AQ)
- カプラコッタ
- ガンベラーレ (CH)
- サン・ピエトロ・アヴェッラーナ
- サンタンジェロ・デル・ペスコ